# 긴꼬리꼬마쥐
긴꼬리꼬마쥐(Sicista caudata)는 동북아시아에서 발견되는 뛰는쥐류의 일종이다. 만주의 우수리강, 사할린섬, 러시아의 프리모르스키 지방, 그리고 조선민주주의인민공화국 북부 지역에서 보고된 바 있다. IUCN의 정보부족종으로 등록되어 있다.

## 같이 보기
- 한국의 포유동물